# Shomre Hadas
De Shomre Hadas of Israëlitische Gemeenschap Shomré Hadat is de grootste van drie orthodox-joodse gemeenten in Antwerpen, en is iets moderner dan de charedische gemeente Machsike Hadas. De woorden Shomre Hadas (spreek uit Sjomree Haddas) zijn Hebreeuws (שומרי הדת), en betekenen "Bewakers van het Geloof". In standaard Hebreeuws wordt dit uitgesproken als Sjomree Hadat.
De hoofdsynagoge van de Shomre Hadas werd in 1893 in de Bouwmeestersstraat gebouwd door de architecten Joseph Hertogs (1861-1931) en Ernest Stordiau. Doordat zij gefinancierd werd door inwijkelingen uit Nederland, staat ze ook bekend als de Hollandse Synagoge. Zij werd voor het publiek toegankelijk op donderdag, 7 september 1893 en was de eerste grote synagoge in Antwerpen.
Een andere synagoge van de Shomre Hadas is de Romi Goldmuntz-synagoge op de hoek van de Van den Nestlei en de Oostenstraat. Deze werd gebouwd in 1928.